# Hélion de Villeneuve
Hélion de Villeneuve, né vers 1270 en Provence et mort en 1346, devint le 26e grand maître des Hospitaliers de l'ordre de Saint-Jean de Jérusalem en 1319.

## Biographie
Hélion de Villeneuve est le fils d'Arnaud de Villeneuve, seigneur des Arcs et de Sibylle de Sabran. Il est chevalier de la langue de Provence et commandeur de Manosque et de Puimoisson depuis le 5 novembre 1314 et  de la commanderie templière du Ruou à la suite de sa dévolution  aux Hospitaliers.

### Démembrement du grand prieuré de Saint-Gilles
Le pape, Jean XXII, supplée Foulques de Villaret, en démembrant le grand prieuré de Saint-Gilles en trois grands prieurés, le 21 juillet 1317, pour éviter, en présence de la dévolution des biens templiers, à un seul prieur l'administration d'un territoire aussi étendu que celui de ce grand prieuré,. Il transforme la lieutenance sur la rive gauche du Rhône en grand prieuré de Provence et il nomme Hélion de Villeneuve comme premier et a priori l'unique prieur de Provence. Le pape crée aussi le grand prieuré de Toulouse et nomme Pierre de l'Ongle à sa tête. Le nouveau prieur de Saint-Gilles est alors Bermond Maurin. Au chapitre général de 1330 les grands prieurés de Toulouse, de Saint-Gilles et de Provence sont regroupés sous la responsabilité de Pierre de l'Ongle. Mais à la mort de celui-ci, en 1332, le grand prieuré de Toulouse redevient autonome. Ce n'est qu'en janvier 1347, après la mort d'Hélion de Villeneuve, que le prieuré de Provence est de nouveau réuni avec celui de Saint-Gilles. Bien qu'élu grand maître, Hélion a conservé le prieuré de Provence jusqu'en octobre 1330, il se contente de nommer un lieutenant, Isnard de Grasse.

### Grand maître

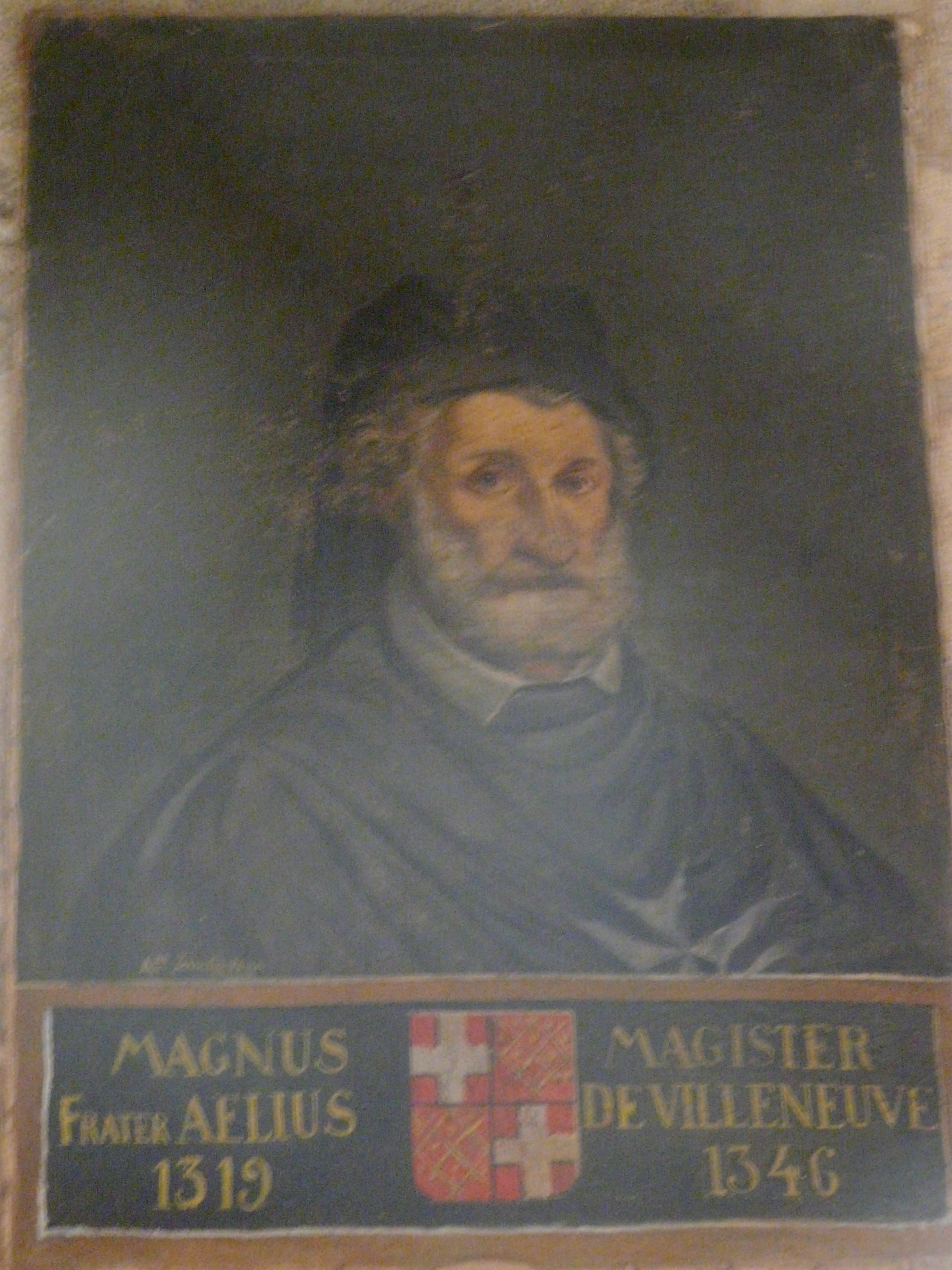

Dès la renonciation du grand maître Foulques de Villaret, le pape Jean XXII organise la nomination d'un nouveau grand maître. Il profite de la présence des prieurs de France, de Champagne, d'Auvergne, de Toulouse, de Castille, de Portugal et de Venise (it) à Avignon, où ils se sont entremis dans le désistement de Foulques, pour organiser une élection. Il les oblige à former un chapitre général pour procéder à cette élection. Le choix se porte sur Hélion de Villeneuve et le pape fulmine une bulle Inter euras innumeras le 18 juin 1319 pour l'informer de son élection,.
Pour répondre aux désirs de Jean XXII qui était originaire de Cahors, il cède, le 20 novembre 1320, tous les biens d'origine templière du  district de Cahors qu'il venait d'obtenir par la dévolution contre 2 000 florins d'or de Florence. Le 22 décembre 1322, il échange les châteaux de Montmeyan, de Régusse, de Montfort et de Tallard avec Arnaud de Trian, neveu du pape et vicomte de Tallard, contre le comté d'Alife au royaume de Naples. Le 9 février 1331, il cède le château de Montricoux avec sa forêt contre celui de Peyriac à Arnaud Duèse, autre  neveu du pape et vicomte de Caraman, réservant à l'Ordre la seigneurie spirituelle pour la commanderie de Montricoux.

## Suites financières de la dévolution des biens du Temple
Hélion de Villeneuve est à la tête du grand prieuré de Provence quand il accepte sa nomination au grand magistère mais il pense que sa présence auprès de pape est plus importante pour relever l'Ordre qu'à Rhodes. Un chapitre général se tient à Arles en novembre 1320 et à Avignon en mai et juin 1321 pour étudier les dettes de l'Ordre. Au lieu des 575 900 florins d'or de Florence et de 10 000 livres de Gênes de 1320, la dette n'est plus que de 324 000 florins en 1321. Le 21 mai 1321, Jean XXII autorise Hélion à hypothéquer les biens de l'Ordre et fixe un délai de quatre ans pour rembourser la dette et le 8 juin 1321 Hélion charge Pierre de l'Ongle et Léonard de Tiberti de l'exécution. Mais le 17 novembre 1322 la dette s'élève à 500 000 florins et le pape décide donc la concession en emphytéose, à cens perpétuels ou tout simplement la vente des biens hospitaliers les moins utiles et charge les prélats d'aider les commissaires de l'Hospital à faire ces ventes ou ces ascensements. En 1324, au nouveau chapitre général d'Arles, il est décidé de mettre fin définitivement aux 193 000 florins restants et pour y parvenir, il est décidé de procéder à de nouvelles aliénations. Les années suivantes, la situation est aussi menaçante et sur la proposition des dignitaires de l'Ordre, le 18 avril 1325, Jean XXII demande à Hélion de prolonger pendant encore deux ans le paiement des responsions que le chapitre général a déjà majoré afin de tout rembourser.
Hélion reçoit une lettre en provenance des Hospitaliers et du prieur d'Angleterre qu'ils lui ont écrite le 2 mai 1326 l'informant que leurs créanciers ont déjà obtenu des brefs royaux pour se faire payer leurs dus. Le seul moyen de s'en sortir est de consacrer pendant trois ans les responsions de la langue d'Angleterre à l'épurement de la dette.
En France, la situation se complique du fait que Charles le Bel fait des projets de croisade qu'il envisage avec l'appui des Hospitaliers. Hélion se rend, le 12 juin 1326, accompagné des prieurs de Saint-Gilles, de Toulouse, d'Auvergne, de France et de Champagne, auprès du roi et obtient un délai de quatre ans pour payer les dettes de l'Ordre en ne prélevant que 20 000 florins d'or par an sur les responsions de la langue de France pour faire face au dépenses d'un passage outre-mer.
Le 2 novembre 1330, le chapitre général, réuni à Montpellier, décide que les responsions dus le 24 juin 1331 seront augmentés d'une somme, environ 80 000 florins, versée directement au grand maître et taxe ceux-ci d'une somme de 162 530 florins d'or et de 100 marcs d'argent. À cause de l'ajournement du projet de croisade et de ce dernier sacrifice, l'Ordre semble avoir retrouvé enfin un équilibre financier.

## L'Ordre militaire
Le magistère d'Hélion de Villeneuve commence sous d'heureux auspices avec la victoire d'Albert de Schwarzbourg sur les Turcs à Chios, le 23 juillet 1319 ou à Leros contre les rebelles grecs.

### Première attaque de Rhodes
En 1320, avec 80 navires, un amiral turc attaque Rhodes. Il est repoussé par le grand précepteur avec 4 galères, 20 bâtiments légers et 6 galères génoises qui venaient d'Arménie. Les Turcs perdent la plupart de leurs navires avec 10 000 hommes qui avaient débarqué sur un îlot voisin de Rhodes.

### Projet d'un grand passage
Eudes, duc de Bourgogne, et Robert, roi de Naples se disputent l'Achaïe conjointement aux Turcs et à la Compagnie catalane. Le 11 juin 1321 les princes de Bourgogne et de Sicile demandent le secours de Venise qui envoie Pierre de Gradenigo, ministre des Frères mineurs en Achaïe, accrédité par Jean des Vaux, commandeur de L'Hospital en Romanie. La réputation des Hospitaliers est nécessaire à Jean XXII pour, entre autres, faire aboutir ses projets d'un grand passage. Dès 1322, l'Arménie était envahie par les Tartares, les Turcomans et les Égyptiens. Le royaume de Chypre était menacé de représailles pour avoir abrité des Arméniens. Le pape comprend qu'il est temps d'agir, appuyé en cela par Charles le Bel qui voulait se croiser et porter secours à la Terre sainte.
Hélion de Villeneuve était partisan d'un passage général par voie maritime, il prévoyait l'embarquement des troupes dans les ports d'Espagne, de France et d'Italie avec un regroupement à Chypre ou à Rhodes. Il estimait les forces nécessaires à 1 000 chevaliers et 4 000 arbalétriers avec une solde pour cinq ans et 60 navires soldés huit mois par an. Guillaume Durand, évêque de Mende est lui aussi partisan d'un passage général par mer avec les Génois, les Pisans et les Vénitiens avec l'appui des Hospitaliers pour faciliter le débarquement. Il est aussi partisan d'une interdiction d'exportation avec les musulmans. Par contre, l'évêque de León, Garcias de Ayerve est lui plutôt partisan d'un passage par terre. Charles le Bel, le 7 février 1323, nomme le vicomte Aymeri IV de Narbonne et l'amiral Béranger Blanc, chef de l'expédition. Il envoie une ambassade au pape, le 17 février 1323, composé de Louis, comte de Clermont, de Pierre III de Mortemart, évêque de Viviers et de Bouchard de Montmorency qui la reçoit en mars ou avril 1323, pour traiter de la croisade. Il se propose de faire partir Aymeri à la tête d'une escadre pour assurer la police des mers, de défendre Chypre et de transporter des renforts pour les forteresses d'Arménie. Il propose de fixer la date du départ pour le passage général au mois d'août 1324.
Au même moment se trouvent à Avignon une ambassade arménienne et une chypriote, les ambassadeurs de Chypre sont favorables à un passage particulier si celui-ci n'est pas préjudiciable à un passage général et les ambassadeurs d'Arménie se montrent opposés à un passage particulier en faisant remarquer qu'une expédition levée pour un an, ne passerait que deux ou trois mois en Arménie et ne servirait à rien ; ils préféraient l'envoi de 4 000 chevaliers et de 10 000 hommes de pied. Le pape écarte le passage particulier et se prononce pour un passage général. Le 23 avril, Louis repart avec la réponse du pape.
Dans l'été 1323, l'Arménie fait savoir à Avignon qu'elle vient de signer une trêve de 13 ou 14 ans contre 300 000 besants blancs de Chypre ; cela laissait le temps de discuter de l'offre du roi de France. En 1325, Géraud des Pins, lieutenant général de l'Ordre, et Eudes de Montaigu, prieur d'Auvergne, vinrent faire rapport en France au grand maître des préparatifs turcs contre Rhodes et les États chrétiens d'Orient. Le pape les envoie auprès du roi de France mais celui-ci déçu ne donna pas suite et restera sur sa position jusqu'à sa mort le 1er février 1328. Si l'opinion publique était toujours favorable à la croisade, tous les projets depuis une vingtaine d'années échouèrent systématiquement. La mort le 4 décembre 1334 de Jean XXII et son remplacement par Benoît XII mis fin au projet de grand passage. Il dissuade Philippe VI de l'entreprendre et rembourse la dime prescrite pour sa réalisation le 18 décembre 1336.

### Ligue contre les Ottomans
À l'été 1331, il prépare son départ pour Rhodes mais une grave maladie le bloque à Marseille (30 octobre au 25 mai 1332). Le 18 novembre 1331, Philippe de Valois décide de prendre la croix et demande aux Vénitiens d'assurer le transport. Le 11 mai 1332, ils lui remettent la réponse à ses questions. Il part enfin pour Rhodes où des négociations en cours l'attendent entre l'Ordre, les Vénitiens et l'empereur grec. Quand il arrive à Rhodes, pendant l'été 1332, le Levant est terrifié par les Ottomans. Le roi d'Arménie, Léon V cède aux Hospitaliers, avec l'autorisation du pape Jean XXII, les châteaux de Séchin et d'Antiochette qu'il s’apprêtait à raser. Les Hospitaliers les mettent en défense et les occupent le 2 août 1332. Andronic III Paléologue, empereur grec, demande un secours aux Vénitiens et aux Hospitaliers. Pierre de Canale, représentant de Venise et de l'empereur, scelle à Rhodes avec Hélion, contre les Ottomans, une alliance de cinq ans. Ils s'engagent ensemble à constituer à Négrepont pour le 15 avril 1333, une flotte de vingt galères armées, dix grecques, six vénitiennes et quatre hospitalières. Le commandement est confié à un Vénitien choisi par le doge. Le roi de Chypre est pressenti pour faire partie de l'alliance comme le roi de France. Philippe de Valois ne peut pas faire partie de l'alliance, occupé par ses propres préparatifs de passage en Terre sainte.
Le 11 novembre 1333, Philippe de Valois est nommé par le pape « général de la croisade ». Il demande aux Vénitiens de lui envoyer des ambassadeurs pour étudier avec eux les moyens de réaliser un grand passage. Parallèlement, le pape essaye de mettre sur pieds une ligue. Elle aboutit le 8 mars 1334 avec l'aide des ambassadeurs vénitiens. La ligue regroupe autour du pape, la république de Venise, les rois de France et de Chypre ainsi que les Hospitaliers. La ligue s'oblige à monter une action contre les Turcs en mai 1334, d'une durée de cinq mois qui devait se regrouper à Négrepont, avec dix galères de l'Hospital, dix pour Venise, huit pour le pape et le roi de France, six pour Chypre et six pour les Grecs contre les dix promises dans le traité du 6 septembre 1332. En prévision de la campagne de 1335, ils prévoyaient une durée de six mois avec trente galères et trente-deux bâtiments armés de 800 hommes d'armes dont 400 hommes d'armes avec leurs chevaux et de seize transports pour le roi de France, de six galères, quatre transports et 100 hommes d'armes pour les Hospitaliers, de quatre transports et quatre galères pour la Sicile, de dix galères pour Venise et six galères et des gens d'armes pour les Grecs. Les ligueurs espéraient la participation du roi de Sicile et de l'empereur d'Orient mais en cas de refus ils comptaient faire appel aux Génois et aux Pisans.
Les escadres, française (quatre galères) et pontificale (quatre galères), sous le commandement de Jean de Chapoy, vont ravitailler à Rhodes où ils rejoignent les dix galères de l'Ordre et prennent tous la direction de Négrepont, où elles rallient les huit galères de Venise qui gardent les Turcs dans la passe de Chalcis. Cette flotte est rejointe par les quatre galères d'Hugues IV de Chypre et deux autres bâtiments de Venise. Il forme alors deux forces : l'une comporte les quatorze navires vénitiens et chypriotes aux ordres de Pierre Zeno et l'autre comporte dix-huit galères papales, hospitalières et françaises aux ordre de Jean de Chapoy. Les Turcs d'Iakhschi, prince de Marmara, avaient deux cents navires dans le golfe Pagasétique que les flottes de la Ligue attendaient pour les écraser dès qu'ils sortiraient du golfe. En septembre 1334, les forces turques apprennent la destruction d'une division turque à Kassandra par la flotte grecque qui arrivait en renfort. Il décide de quitter son refuge et d'affronter la flotte chrétienne. Les Turcs perdent alors 76 navires et le 17 septembre les forces de la Ligue, acculant les Turcs dans le golfe de Smyrne, débarquent et les écrasent, détruisant plusieurs châteaux forts. Les Ottomans perdent au total plus de cent navires et environ cinq mille hommes. La campagne de 1334 se termine par un succès, les flottes française, papale et hospitalière retournent à leur base, seule la force vénitienne et chypriote continue à tenir la mer.

### Croisades smyrniotes
La République de Venise consent à se joindre au roi de Chypre et demande au grand maître hospitalier, Hélion de Villeneuve, d'intervenir auprès du Saint-Siège pour former une nouvelle Ligue. Le 22 novembre 1341, Venise informe qu'elle était prête à concourir à la Ligue contre les Ottomans. À Avignon le pape Clément VI était convaincu d'une intervention. Les Vénitiens font savoir, le 11 janvier 1343, qu'ils sont prêts à participer pour 6 à 10 navires à condition que la flotte de la ligue reste en mer pendant 3 ans. Les campagnes maritimes de 5 à 6 mois n'ayant jamais donné que peu de résultats.
Le flotte de la Ligue ne se réunit qu'auprintemps 1344 dans le port de Négrepont. L'escadre vénitienne était composée de 5 ou 6 galères, celle  du pape de 4. Elles étaient commandées par Pierre Zeno. L'escadre de Chypre 4 galères, celle de Gènes 5 et celle des Hospitaliers de 6, cette deuxième force sous les ordres du prieur de Lombardie, Jean de Biandrà. 24 ou 25 galères pour attaquer Umur Bey, l'émir seljoukide de l'émirat d'Aydın, qui cherchait la domination maritime de l'archipel grec, d'en chasser les Turcs et de défendre l'Arménie.
Le 13 mai 1344, les flottes de la Ligue détruisent 42 bâtiments turcs en vue du mont Athos. Mais l'objectif étant l'attaque de l'émirat d'Aydin en Ionie, ils firent voile vers Smyrne où, en l'absence d'Umur Bey occupé à soutenir Jean Cantacuzène contre Jean Paléologue, ils surprirent les bateaux turcs à l'ancre dans le port et les brulèrent. Le 28 octobre 1344, les forces chrétiennes enlèvent la ville basse, s'y fortifièrent, s'y retranchèrent et repoussèrent toutes les tentatives d'Umur Bey pour reprendre la ville basse. Les flottes alliées poursuivent la flotte turque et non loin du mont Athos, fait une prise de 60 vaisseaux turcs, mais laissent intactes les troupes d'Umur Bey. Le 17 janvier 1345 il défit, lors d'une sortie des troupes de la Ligue, une partie de la garnison de Smyrne. Le légat, Pierre Zeno et Martin Zaccaria furent tués. Umur Bey ne tira pas partie de sa victoire et se retira, laissant ses troupes maître de la forteresse supérieure.
Clément VI réorganisa le commandement, il nomme vice-légat l’archevêque de Candie, capitaine des galères pontificales le Génois Conrad Picamiglio et la charge de capitaine général de la Ligue, le prieur de Lombardie, Jean de Bandrà. Fin avril 1345, Humbert II arrive à la cour pontificale et s'offre à mener les combats jusqu'en Terre sainte. Clément VI lui confie, le 25 mai 1345, la responsabilité de la croisade en le nommant capitaine général du Saint-Siège. Humbert s'embarque le 2 septembre à Marseille pour Pise et la traversée de l'Italie pour lever les troupes promises. Finalement ce ne sera que quelques centaines de Florentins, de Siennois et de Pisans. Il arrive à Venise le 24 octobre où la République ne mit à sa disposition qu'une galère. Il arrive à Negrepont où il retrouve sa flotte composée de 6 galères (4 papales, 1 hospitalière et celle de Venise) et nombre de chevaliers occidentaux qui lui apportaient les fonds (48 000 florins) que le pape, le 9 septembre, mettait à sa disposition.
Vers la fin mars 1346, Hubert remporte une victoire sur les Turcs à l'île de Mytilène dont il ne sut pas tirer profit. Il engage des négociations avec Byzance et les Catalans du duché d'Athènes qui se révélèrent vaines. Il reçoit à Negrepont une escadre de Gènes aux ordres de Simon Vignosi dans l'objectif de reprendre Chios aux Grecs. Vignosi, perçant le dessein d'Humbert de faire de l'île sa base de départ de sa croisade, le devança et s'empara de l'île. Humbert rapatria sa flotte à Smyrne où malgré quelques victoires ne put pas prendre la forteresse haute aux Turcs. Les croisés malades prirent isolément le chemin du retour. Humbert découragé et malade se retire à Rhodes mettant ainsi fin à sa croisade. Hélion de Villeneuve s'opposa à l'entrée des navires vénitiens dans le port de Smyrne.

## Décès de Villeneuve
Mais le 7 mai 1346 à Rhodes, c'est la mort d'Hélion de Villeneuve. On trouve dans les archives de Malte et cité par Raybaud un acte de Dieudonné de Gozon en date du 13 mai 1346, « qui était le sixième jour après son élection », ce qui fait pour celle-ci le 8 mai, soit le lendemain seulement du décès de Villeneuve le 7 mai. Le 15 avril étant la dernière date d'un acte de Villeneuve.

## Référencement